# Mort de Thomas Perotto
Le texte peut changer fréquemment, n’est peut-être pas à jour et peut manquer de recul. 
Le titre et la description de l'acte concerné reposent sur la qualification juridique retenue lors de la rédaction de l'article et peuvent évoluer en même temps que celle-ci.
La mort de Thomas Perotto est une affaire criminelle française qui a eu lieu le 19 novembre 2023 dans la commune de Crépol dans le département de la Drôme, dans laquelle un adolescent de 16 ans, Thomas Perotto, est tué après avoir été frappé à l'arme blanche.
Au cours de cet évènement, se produisant dans un contexte de rixe, deux autres victimes âgées de 23 et 28 ans sont grièvement blessées et placées en urgence absolue tandis que quatorze autres personnes sont légèrement blessées. Une enquête pour « homicide et tentatives d'homicides en bande organisée » est ouverte et voit l'interpellation dans les jours qui suivent de neuf personnes en fuite, suspectées d'être les auteurs des faits, à Toulouse et Romans-sur-Isère.
L'homicide étant suspecté d’avoir été commis pour des motifs racistes, l'affaire connaît une résonance médiatique et politique sur le plan national avec des interventions d'Emmanuel Macron et du gouvernement Borne en réponse à des déclarations d'adversaires politiques, ainsi qu'un hommage rendu à Thomas Perotto à l'Assemblée nationale.
Relançant le débat sur le racisme antiblanc, elle cause un emballement médiatique et de multiples mobilisations, dont certaines à connotation raciste, menées par des groupuscules d'ultradroite.

## Victimes
Né le 6 décembre 2006 à Romans-sur-Isère,, Thomas Perotto était membre de l'équipe de rugby à XV du RC Romanais Péageois et était scolarisé au lycée du Dauphiné de Romans-sur-Isère. Il est accompagné par un de ses frères aînés lors de cette soirée. Thomas Perotto est touché par des coups de couteau au cœur et à la gorge. Pris en charge par les pompiers et médicalisé à Romans, il est héliporté à Lyon, mais meurt durant son transfert.

## Déroulement de l'enquête

### Premiers éléments remontés
Le comité des fêtes de Crépol, village drômois de 500 habitants, organise annuellement le « bal d'hiver » où se réunissent de nombreuses personnes des environs. Près de 400 personnes prennent part aux festivités prévues ce samedi 18 novembre 2023.
Selon le premier récit diffusé, qui a été remis en question par l'enquête des gendarmes de Grenoble, et par des témoignages dans la presse, en fin de soirée, vers 1 h 30 du matin, un groupe d'une dizaine d'individus se serait rendu au bal, alors que la soirée se terminait et que les participants quittaient la salle des fêtes. Les individus se seraient vu refuser l'entrée par un vigile car ils n'auraient pas été inscrits à la soirée. Après les avoir fouillés, le vigile se serait aperçu que les individus portaient des couteaux « de 20 à 25 centimètres de long » ; la situation se serait envenimée et il aurait été blessé à la main.
Selon un témoin, ces individus seraient « venus pour tuer » et il aurait entendu « on est là pour tuer des Blancs ». Ceux équipés d'armes blanches auraient agressé des convives en les poignardant, tandis que d'autres auraient jeté des projectiles tels que des pierres ou des barrières. Ainsi, neuf victimes reçoivent des coups de couteaux. L'une, Thomas Perotto, meurt. Deux autres, de 23 et 28 ans, sont prises en charge en urgence absolue et six sont légèrement blessées. Huit autres personnes en état de choc sont prises en charge par les pompiers. Une fois les faits commis, les assaillants auraient quitté les lieux avant l'arrivée des secours.

### Début des investigations et interpellations
L'affaire est confiée au parquet de Valence et conduite par le procureur Laurent de Caigny qui évoque une « expédition programmée » par les auteurs des faits. La qualification, retenue par le parquet de Valence, de meurtres et tentatives de meurtre en bande organisée, a pour conséquence de prolonger les gardes à vue jusqu'à 96 heures. Des investigations sont menées par la section de recherches de Grenoble.
Toutefois, les premières auditions des suspects et de nouveaux témoignages nuancent ce premier récit et s'éloignent de la description d'un groupe coordonné venu en découdre. Il apparait ainsi que certains des individus désignés comme les assaillants auraient été dans les faits présents à la soirée au moins pour certains d'entre eux. Un joueur de rugby, ami de Perotto, aurait provoqué l'un d'eux en lui tirant les cheveux et l'appelant « Tchikita » (du nom d'une chanson du chanteur Jul,), conduisant à une bagarre qui aurait dégénéré,.
Trois jours après l'évènement, aux alentours de Toulouse, le Groupe d'intervention de la Gendarmerie nationale (GIGN) et le Groupe d'observation et de surveillance de Toulouse interpellent sept personnes, dont trois mineurs, cherchant à fuir après avoir quitté leurs domiciles, et parallèlement deux autres interpellations se déroulent à Romans. Les neuf interpellés sont tous natifs de Romans, à l'exception d'un originaire d'Italie. Le même jeudi 23 novembre 2023, cinq perquisitions en lien avec l'affaire se déroulent dans le quartier de la Monnaie, à Romans, connu pour ses problèmes de délinquance et d'insécurité, sur fond de trafic de drogue.
Le principal suspect, Chaïd Akabli,, soupçonné d'être l'auteur des coups mortels, avait quitté sa résidence située au centre-ville de Romans, sa ville natale, à la suite des faits. Il a déjà été condamné par le passé pour recel de vol et reçu une amende pour « port d'arme blanche ou incapacitante de catégorie D sans motif légitime » avec « interdiction de détenir ou porter une arme pour une durée de deux ans » qui lui avait été notifiée le 25 septembre 2023,. Pour autant, son implication directe dans la mort est mise en doute : le témoin qui l'avait désigné à partir d'une photographie ne le reconnait pas lors d'une parade d'identification, et d'autres indices et témoignages orientent les enquêteurs vers un autre individu,. Il est fait état, selon certains médias, que les personnes interpellées à Toulouse avaient pour projet de fuir au Maghreb en passant par l'Espagne.
Dans les jours suivants, y compris après les gardes à vue des mis en cause, le parquet de Valence via son procureur, seul habilité à communiquer sur l'affaire, fait mesure de silence sur les prénoms des assaillants dans l'intérêt de l'utilité du secret de l'enquête. Le prénom d'un des principaux suspects, Chaïd, est mis en ligne par un quotidien national, Le Figaro, durant les gardes à vue, puis les prénoms de ceux majeurs placés en garde à vue,. Cette démarche a pu être attribuée à des fins politiques et à des manifestations de groupes identitaires.
À la date du 25 novembre, les enquêteurs de la gendarmerie avaient recueilli plus d'une centaine de témoignages,.
Le 11 mars 2024, onze nouvelles personnes sont interpellées sur ordre du juge d'instruction. À la suite de plusieurs jours de garde à vue, cinq d'entre elles sont mises en examen pour meurtre et tentatives de meurtres en bande organisée, dont deux, âgées de 18 et 20 ans, sont placées en détention provisoire. On compte alors un total de 14 personnes mises en examen, dont huit en détention.

### Article duParisiendu5 décembre 2023
Une enquête mise en ligne sur le site du quotidien Le Parisien le 4 décembre au soir et publiée dans les colonnes du journal le 5 décembre 2023, basée sur des éléments de l’enquête des gendarmes de recherches de Grenoble, nuance l'hypothèse d'une attaque délibérée, et penche plutôt pour une bagarre qui a dégénéré, sur fond de tensions préalables, entre jeunes ayant passé une soirée ensemble. Selon cette enquête, les tensions existaient entre jeunes de cité issus Romans-sur-Isère et les jeunes rugbymen du village de Crépol. Des propos « hostiles aux blancs » sont entendus par des témoins, dont plusieurs ont entendu les agresseurs affirmer vouloir « tuer des Blancs »,, ainsi que des propos d'un jeune de Crépol supposément à l'origine de l'altercation, qui annonce avoir « envie de taper des bougnoules ». D'autre part, sur les deux personnes suspectées à l'origine des coups de couteau mortels, un des deux possède un prénom d'origine maghrébine, mais l'autre serait d'origine française,.

### Défense de l'avocat des accusés
Le 6 décembre, l'avocat de quatre des accusés explique que le contexte de la bagarre est très chaotique pour comprendre le déroulement des faits. Il décrit qu'un de ses clients a été roué de coups avant que la situation ne dégénère complétement, avec « 50 personnes qui se battent, dans une semi-obscurité ».

## Réactions et conséquences

### Marche blanche et obsèques de Thomas Perotto

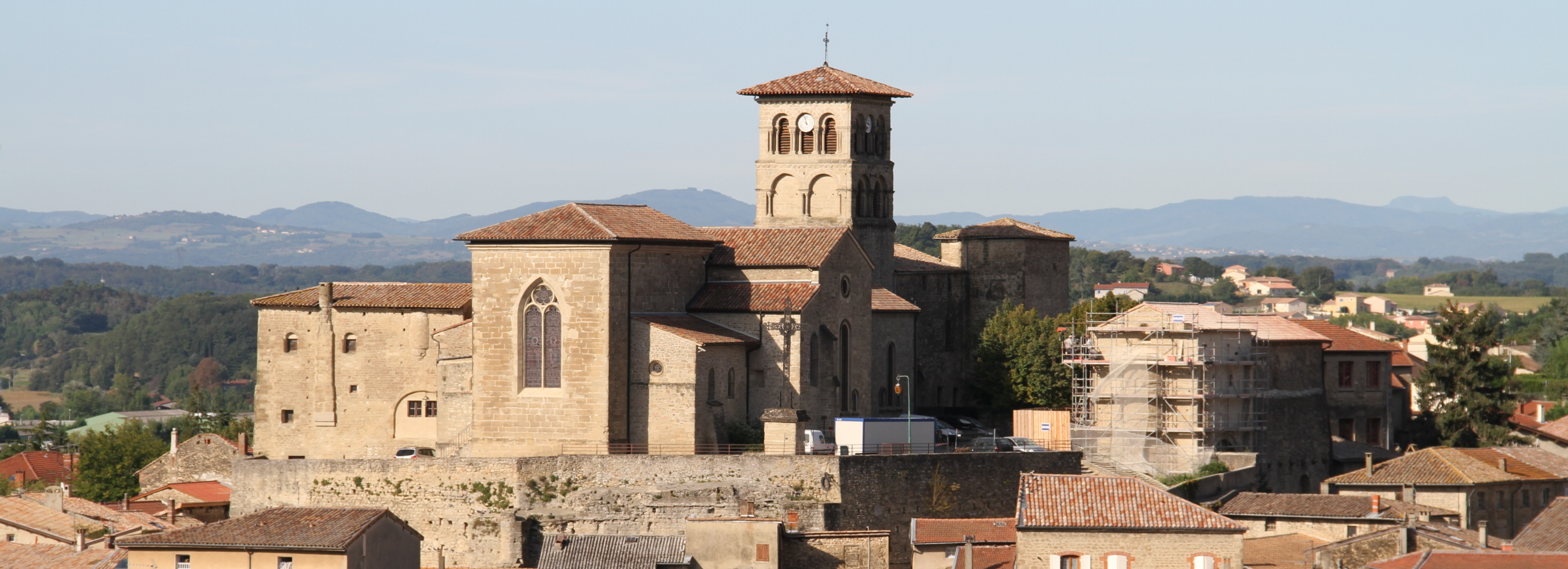
Les obsèques de Thomas Perotto se déroulent le vendredi 24 novembre 2023 à la collégiale de Saint-Donat-sur-l'Herbasse.

Le mercredi 22 novembre 2023, une marche blanche apolitique réunit plus de 6 000 personnes dans les rues de Romans, en hommage à Thomas Perotto, avec la présence de sa famille et des proches de l'adolescent dont des amis du lycée. De nombreux coéquipiers de Perotto, de son club de rugby à XV le RC Romanais-Péageois, sont aussi présents, ainsi que des élèves du lycée du Dauphiné où la victime était scolarisée. Le lundi 20 novembre à 14 h, une minute de silence est observée au sein de ce lycée. L'ancien sélectionneur de l'équipe de France de rugby à XV, Philippe Saint-André, lui-même originaire de Romans, ayant joué au sein du même club et pris part au même bal à l'âge de Thomas Perotto, fait part de sa douleur en dénonçant un « monde de plus en plus violent ... [où] l'éducation a été oubliée ». Le capitaine de l'équipe de France, Antoine Dupont, et un des leaders de cette dernière Grégory Alldritt, honorent la mémoire de Thomas Perotto en partageant une publication d'Instagram du RC Romans-Péage. Enfin, le président de la Fédération française de rugby, Florian Grill, déclare « C'est tout le rugby qui est en deuil et qui salue Thomas en même temps que toute la nation. Plus que jamais les valeurs de respect et fraternité que le rugby porte en lui sont essentielles à la société. Thomas les incarne plus que jamais », et il est décidé qu'une minute de silence à la mémoire de Thomas Perotto précède toutes les rencontres de rugby à XV en France qui se déroulent le week-end du 25 au 26 novembre 2023.
La mère de Thomas Perotto exprime sa détresse dans le magazine Paris Match le 21 novembre et elle espère que l'enquête permettra d'identifier tous les auteurs, elle déclare « Qui vient à une soirée avec des couteaux ? Ils voulaient en découdre. J'espère que les gendarmes vont rapidement trouver qui a fait. Ça ne nous le ramènera pas, mais au moins, ça les empêchera de faire d'autres… meurtres. Oui, c'est un meurtre qu'ils ont fait ».
Le jeudi 23 novembre au soir, la paroisse de Crépol organise une veillée avec l'accord de la famille Perotto, où 400 personnes se rassemblent avec des prières et des chants. Des feuilles sont disposées pour permettre aux participants d'écrire un mot. Les obsèques de Thomas Perotto sont célébrées le vendredi 24 novembre 2023 à la collégiale Saint-Pierre-et-Saint-Paul de Saint-Donat-sur-l'Herbasse avec installation de baffles à l'extérieur pour diffuser la cérémonie. L'hommage au nom de la famille est lu par son grand-père devant près 2 000 personnes : dans son message, il attend de la Justice un verdict ferme à l'encontre des auteurs, une « bande de loubards qui avait un couteau à la place du cœur », il remercie à cette occasion la police pour avoir rapidement trouvé les auteurs, et salue la mémoire de son petit-fils disparu.

### Réactions politiques
Les personnalités politiques locales font rapidement part de leurs réactions. La maire de Crépol, Martine Lagut, déclare « Je me sens déprimée, car ce n'est pas normal qu'il se passe des choses comme ça dans nos petits villages ruraux. C'est un drame que nous vivons, notre village est bien affecté par cet évènement. C'est de la violence gratuite, ça a été très brutal et très violent ». Le 29 novembre, elle déclare que les familles des victimes « demandent que le caractère raciste de l'attaque soit retenu ».
Le maire de Valence, Nicolas Daragon, souhaite que « les agresseurs, quels qu'ils soient, où qu'ils soient, soient retrouvés rapidement, mis hors d'état de nuire et remis à la justice dont j'attends une décision aussi sévère qu'exemplaire ».
L'affaire réveille le débat sur l'existence ou non d'un racisme antiblanc. Interrogés sur les évènements, l'ancien Premier ministre Edouard Philippe juge ainsi « bien possible qu'il y ait une forme nouvelle de racisme anti-Blancs » en France, qui coexisterait désormais avec « une forme ancienne de racisme anti-Noirs, anti-Arabes ou anti-juifs », qu'ils juge tous « absolument condamnables »,. Il est imité par le Ministre de l'intérieur Gérald Darmanin, qui affirme à son tour qu'« il faut être aveugle pour ne pas voir » le racisme antiblanc et soutient que la racisme touche toute les communautés,. La porte-parole du gouvernement, Sophie Primas intervient à son tour pour affirmer n'avoir « pas de pudeur » à évoquer l'existence d'un tel racisme, dont sa fille a été victime.
La maire de Romans-sur-Isère, Marie-Hélène Thoraval, estime que le caractère du meurtre serait « raciste ». Elle met en cause ce qu'elle estime être une « culture » de la délinquance au sein du quartier de la Monnaie dans sa ville et accuse les parents des suspects de la leur avoir transmis,. Traitée de « facho », elle est par la suite placée sous protection policière après avoir été l'objet de plusieurs menaces de mort par décapitation, qui l'amène à porter plainte,,,. Des habitants et riverains du quartier de la Monnaie s'estimant stigmatisés par les propos de la maire manifestent contre elle le 2 décembre 2023, malgré une interdiction émise par la préfecture,.
Début 2024, Marie-Hélène Thoraval est à nouveau menacée de mort en raison de ses prises de position après la mort de Thomas. L'un des individus qui l'avaient menacée est condamné en décembre à huit mois de prison ferme pour « outrages par paroles ou menaces », une autre qui l'avait menacée de décapitation est placé en détention provisoire,.
Cet évènement fait l'objet de vives déclarations de la part de nombreux politiques sur le plan national. Le président de la République, Emmanuel Macron, parle de « terrible assassinat » et d'« agression qui nous a tous marqués » en intervenant à ce sujet lors d'un congrès des maires à l'Élysée.
Des personnalités de droite et d'extrême droite dénoncent une « razzia » menée par « une milice armée » (Marine Le Pen), un « francocide » (Éric Zemmour), et dénoncent les auteurs de cette attaque, des « racailles », terme repris par le président des Républicains, Éric Ciotti, qui réclame une « justice implacable ». Bruno Retailleau, également du parti les Républicains, préconise une « révolution judiciaire » pour punir les auteurs des faits. Le ministre de l'Intérieur, Gérald Darmanin, stipule une « faillite générale de notre société » et évoque un tournant dans l'« ensauvagement ». Olivier Véran, porte-parole du gouvernement, se rend sur place le 27 novembre 2023, sur proposition du maire de Crépol, à la rencontre des élus, pompiers, policiers et habitants pour discuter et « leur dire que nous sommes à leurs côtés », ajoutant souhaiter que les « condamnations soient très lourdes ». À gauche, le secrétaire national du Parti communiste, Fabien Roussel, déplore « une société où des actes de ce type se reproduisent de plus en plus » et le député de la France insoumise François Ruffin dénonce « une violence gratuite, débridée, cruelle », tandis que le président de la commission des Finances et représentant de la France insoumise, Éric Coquerel, refuse de parler d'ensauvagement et dit que ce type de rixes n'est pas en aggravation.
Le 28 novembre 2023, l'Assemblée nationale observe une minute de silence pour Thomas Perotto. La présidente de l'Assemblée nationale, Yaël Braun-Pivet, déclare qu'un « déchaînement de violence a fait basculer une commune française dans l’horreur [à la suite du] drame qui endeuille et choque notre pays tout entier » et appelle à ce que « la justice soit rendue, et la justice n'est ni la vengeance ni la vindicte ». La Première ministre, Élisabeth Borne, présente ses condoléances, alerte ses ministres de l'Intérieur et de la Justice d'être intraitables avec les auteurs des faits et déclare que « nous avons un devoir d'unité, un devoir de dignité, sans pour autant minimiser les faits (…), sans récupération politique, sans attiser les haines » condamnant les groupes d'ultra-droite sur lesquels elle conclut par « nous le laisserons rien passer ».

### Mobilisations racistes de l'extrême droite

#### Premiers jours après le décès
Rapidement, l'origine des suspects est mise en avant par l'extrême droite. À l'initiative de groupuscules identitaires dont les Remparts de Lyon, un rassemblement est prévu à Lyon devant le palais de justice lors de la même journée du mercredi 22 novembre en parallèle à la marche blanche se déroulant à Romans-sur-Isère. Celui-ci fait l'objet d'une interdiction par la préfecture du Rhône argumentant des « tentatives de récupération, de provocations à la haine, et de confrontations violentes ».
Le 24 novembre à Reims, une manifestation non autorisée rassemblant une cinquantaine de personnes a lieu devant la cathédrale, où l'on peut entendre des manifestants néonazis crier « Justice pour Thomas » ou « La France est à nous ». Le groupe hooligan néonazi MesOs Reims est soupçonné d'être derrière l'organisation de cette manifestation,.

#### Troubles dans le quartier de la Monnaie le25 novembre
Le 25 novembre, un regroupement d'environ 80 membres de groupes d'extrême droite, identitaires et néonazis, pour certains encagoulés et armés de barres de fer, se rendent dans le quartier de la Monnaie à Romans-sur-Isère pour y effectuer une expédition punitive, comme l'attestent les discussions retrouvées sur certains de leur téléphone par des habitants du quartier. Ils scandent des cris racistes et islamophobes, et certains se livrent à des saccages et des incendies. Repoussés par la police pour certains, maîtrisés par des habitants du quartier pour d'autres (dont Maxime Lemaignent), ils ne parviennent pas à s'en prendre à des personnes. Des slogans tels que « Islam hors d'Europe » et « La rue, la France, nous appartient » [sic] sont scandés. Ils jettent des pierres et tirent des mortiers d'artifice en direction de la police, qui procède à 20 interpellations. Six d'entre eux sont jugés en comparution immédiate et écopent de peines de six à dix mois de prison.
Plusieurs des personnes interpellées sont issues des groupes néonazis Division Martel, Vandal Besak et L'Oriflamme, mais la plupart sont issues des diverses structures ayant succédé à Génération identitaire, notamment Argos. Aucune personne interpellée ne vient de la Drôme,,. Certains membres de l'expédition punitive disposent d'une liste sur laquelle figure les coordonnées personnelles des huit suspects du meurtre ainsi que les prénoms et noms de membres de leur famille. Une fuite de données semble à l'origine de cette liste, émanant de certains éléments de la police. Un des militants identitaires, âgé de 20 ans, est pris à partie par des jeunes du quartier de la Monnaie. Des habitants du quartier le protègent,. Il est néanmoins blessé et hospitalisé.
L'homme soupçonné d'avoir coordonné cette opération est un certain « Gros Lardon », alias de Léo Rivière-Prost. Cet ancien militaire, qui a quitté l'armée pour des raisons politiques, est basé à Rouen et milite au sein de Division Martel. Les échanges sur Telegram reçus sur les téléphones des manifestants mentionnent en effet ce pseudonyme comme étant le meneur du groupe.

#### Après le25 novembre
À Cherbourg, l'inscription « Justice pour Thomas, ici on est en France » est taguée sur la mosquée tandis que la mosquée de Valence reçoit une lettre de menace indiquant « Un bon musulman est un musulman mort. Justice pour Thomas », accompagnée d'une caricature de Mahomet représenté nu, tirée de Charlie Hebdo. D'autres manifestations de militants nationalistes ont lieu dans les jours qui suivent : le 26 novembre à Rennes, à laquelle participe le groupe néonazi violent L'Oriflamme Rennes,, le 27 novembre à Lyon, où une centaine d'individus masqués crient des slogans racistes et islamophobes. En réaction, Gérald Darmanin propose le 28 novembre la dissolution de trois groupuscules d'extrême droite dont la Division Martel.
Durant la semaine du lundi 27 novembre au vendredi 1er décembre, plusieurs personnes d'origine maghrébine sont agressées à Romans-sur-Isère.
Vendredi 1er décembre en soirée, une manifestation organisée par le mouvement identitaire Les Natifs, d'abord interdite, puis autorisée au dernier moment, réunit environ 200 personnes à Paris, place du Panthéon. Plusieurs manifestants, dont de nombreuses personnes cagoulées, effectuent des saluts nazis,, et scandent des revendications anti-immigration (« La racaille en prison, clandestins dans l'avion »).
Plusieurs autres appels à manifester sont lancés dans toute la France au cours de décembre, avec des mots d'ordre racistes. Souvent interdites, la multiplication de ces manifestations suit une stratégie du dirigeant de L'Alvarium visant à déborder les autorités et à démontrer le caractère autoritaire du régime.

#### Révélations duCanard enchaîné
Le 6 décembre, le Canard enchaîné révèle que le pôle national de lutte contre la haine en ligne a ouvert une enquête contre X à la suite de la diffusion des coordonnées de jeunes du quartier La Monnaie à Romans-sur-Isère. Cette fuite avait engendré des messages haineux et d'appels à la violence sur les réseaux sociaux ayant notamment débouché sur les troubles dans le quartier le 25 novembre. Le parquet de Valence suspecte des policiers d'être à l'origine de ces fuites de données.

### Impact médiatique national
La mort de Thomas Perotto et ses conséquences dépasse un traitement médiatique local, via Le Dauphiné libéré qui est le quotidien de référence de la Drôme, puisque l'affaire est présente en Une de Libération (édition du 27, 28 et 29 novembre 2023), du Monde (23 et 28 novembre 2023) et du Figaro (21, 22, 23, 24 et 25 novembre 2023). Cela conduit à de nombreux éditoriaux ou articles dénonçant d'un côté la récupération politique par des mouvements d'extrême droite ou politiques d'« ultradroite » et de l'autre côté que l'affaire dépasse le cadre du simple « fait divers » et traduit un « fait sociétal »,. Les chaines d'information en continu BFMTV et CNews sont accusées d'avoir profité de l'affaire pour véhiculer un récit proche de l'extrême droite .
Le 27 novembre, Patrick Cohen évoque dans l'émission C à vous sur France 5 le drame de Crépol en expliquant que les jeunes de Romans étaient là pour « s'amuser » et « draguer les filles », nuançant par conséquent la première version de l'affaire. Les réactions médiatiques extrêmement vives, notamment sur les réseaux sociaux, lui reprochant notamment d'omettre la présence des couteaux. Il déclare notamment : « Quand les réactions sont aussi vives et épidermiques, c'est qu'il manque toujours un peu de nuance ». Il précise cependant que son propos « n'était pas d'établir une vérité définitive ». À la suite de cet éditorial, Laure Lavalette, députée RN, saisit l'ARCOM qui considère que l'éditorial était « dénué de précautions oratoires » et qui invite France 5 à « faire preuve d'une vigilance accrue » pour le respect du « cahier des charges de France Télévision ». Le 14 février 2024, l'Arcom a rappelé à l'ordre la chaine France 5 après avoir a été saisie au sujet de cet éditorial. L'Arcom a considéré que « certains propos, dénués de précautions oratoires et énoncés sur un mode déclaratif, ne satisfaisaient pas aux exigences de mesure, de rigueur et d’honnêteté fixées au cahier des charges de la société France Télévisions ».
Une enquête publiée le 5 décembre 2023 par Le Parisien, et reprise par plusieurs médias nationaux,,, nuance l'hypothèse d'une attaque délibérée, et penche plutôt pour une bagarre qui a dégénéré, sur fond de tensions préalables, entre jeunes ayant passé une soirée ensemble,. Lorsque la situation a dégénéré, au départ uniquement entre deux jeunes des deux groupes, des propos racistes ont été entendus des deux côtés,. Le récit donné par l'extrême droite semble donc avoir procédé d'une simplification et d'une forme de récupération politique. L'enquête du Parisien provoque des réactions indignées de certains leaders politiques et éditorialistes orientés à droite et à l'extrême droite, à l'instar de Pascal Praud.